# Інтервальне харчування

Обмежене в часі харчування є особливим методом часового планування прийомів їжі

Інтервальне харчування — вид інтервального голодування, який обмежує щоденне харчувальне вікно до інтервалу, що може становити від 1 до 12 годин.